# Vladimir Mikhaïlovitch Dragomirov

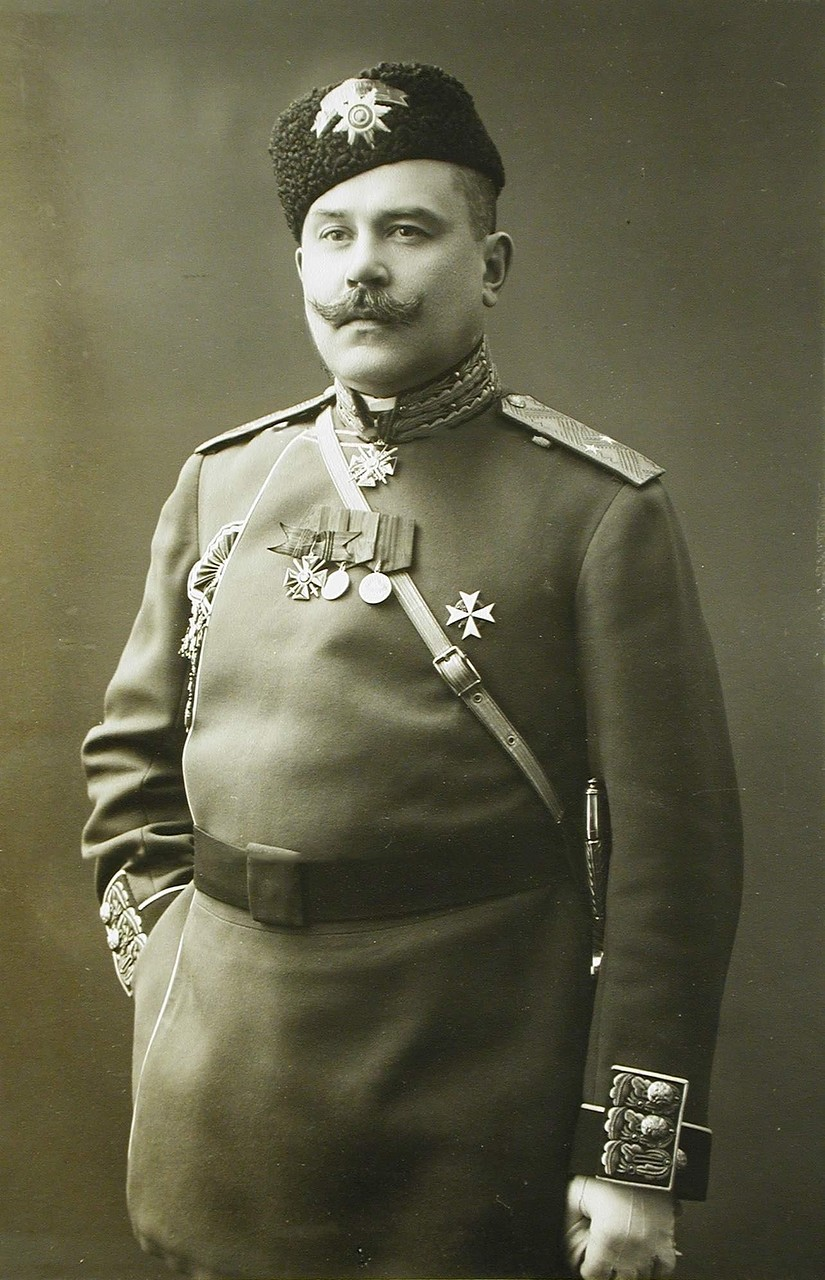

Vladimir Mikhaïlovitch Dragomirov (7 février 1862-29 janvier 1928) est un général de l'armée impériale russe.

## Biographie
Le Lieutenant-Général Vladimir Mikhaïlovitch Dragomirov (1862-1928) est un général russe. Il est le fils de Mikhail Ivanovich Dragomirov et le frère de Abraham Mikhaïlovitch Dragomirov. Il a servi au sein de l'armée impériale russe jusqu'en 1917 avant de rejoindre l'armée blanche durant la guerre civile russe. Il meurt en exil d'une crise cardiaque en 1928 à Zemun en Yougoslavie.